# 微笑PASTA
《微笑PASTA》2006年三立华人电视剧週日十点档系列的第十二部作品。全剧共17集。Pasta意指義式麵食。于2006年5月25日开拍及于2006年7月16日在台湾台视播出，由张栋樑、王心凌、Gino、小乔主演。香港无线电视已于2007年买下在香港的播映权。接档《爱情魔髮师》。

## 故事簡介
在六年前，何群、阿哲、RITA、筱柔等等六人組織了地下公社，地下公社是一群音樂組織．地下樂團。並在雨中創作了一首歌曲，由筱柔命名為「北極星的眼淚」，並立志成為全世界最棒的樂團。後來，在一次到山澗戲水，筱柔不幸因抓不住何群的手而失足，被急流沖走而失蹤。由於這緣故，阿哲十分痛心，所以跟何群反目成仇。
何群把他們的「北極星的眼淚」錄音帶交給唱片公司，獲唱片公司所賞識。何群把合約分給各人，但樂團中全部反對加入商業歌手行列，何群只好獨自上路，並成為樂團Freedom一份子。因此阿哲對何群的仇恨漸漸加深。
轉入鼎風大學的何群不但必須經常跟成曉詩扮恩愛，也必須面對同校的阿哲和RITA。始終愛戀阿哲的曉詩，面對昔日戀人跟三年來始終如一的愛慕對象。複雜矛盾的關係，四角戀展開了。阿哲對何群有著從高中到現在的不滿與怨恨，在同一個環境中，更讓阿哲如芒刺在背，忍不住處處與何群對立。始終是阿哲頭號支持者的成曉詩，礙於與何群協議保密的假未婚夫妻身分，而無法繼續追隨阿哲而苦，甚至遷怒何群。RITA對何群有著愧疚，卻又不相信何群在一夜之間喜歡上曉詩，甚至成為未婚夫妻，並極力以一切辦法證明成曉詩跟何群的關係是假的。何群面對失去最愛，還必須在RITA面前跟曉詩演出恩愛戲碼而痛苦，轉化為一種高傲的冷漠，加上面對阿哲的憤恨，何群試圖想要化解兄弟之間的誤會與怨懟，卻不能在阿哲面前展現軟弱。曉詩跟何群的關係，引來了公主幫的嫉妒，多次被作弄。更有一次被亮亮關進女洗手間中，幸好阿哲及時趕到，把曉詩救回。而RITA和何群來遲一步，看到阿哲救走曉詩，兩人心裡的感覺是十分不好受的。
開學日到了，由於曉詩上年跑最後，按校規必須背上龜殼，阿哲帶來了龜殼給曉詩背上。因此何群與阿哲的仇恨完全出來。一年一度的馬拉松比賽來了，原來說不會出席的何群突然出現，而曉詩則要背上龜殼去跑。當何群與阿哲將快抵達終點之際，曉詩跌倒了。何群放棄爭奪冠軍，回去扶曉詩，並一起跑。最後，阿哲當然是冠軍。但他知道何群沒有跟他決鬥，心感失望。而曉詩與何群兩人一起跑回終點。由於亮亮跑得比他們兩人更慢，所以曉詩終於脫掉龜殼。
何群收到了曉詩的電話後，誤以為阿哲把曉詩綁架了，並與偉仔等人進行不當交易，立刻手握拳頭到地下公社找阿哲。當他遇上阿哲時候，跟他理論。二人便大打出手，最後由RITA和曉詩合力阻止。阿哲提出要來一次公開樂團比賽，初時何群拒絕，但後來何群看到阿哲並不是想像中的那種人後便改變主意，在校園中舉行比賽，輸的人要跟成曉詩在校園升旗臺上公開擁吻五分鐘。
結果，曉詩最後決定投了何群一票，以保著何群的名聲。何群贏了，而曉詩要跟阿哲擁吻五分鐘。當接吻那天，最初，何群沒有阻止他們。後來他聽了RITA一番話後，何群才出來阻止阿哲和曉詩的接吻。

## 劇中角色及關係

### 主角
| 演員   | 角色   | 背景                   | 粵語配音 |
| 張棟樑 | 何 群  | 鼎風大學大三學生       | 陳廷軒   |
| 王心凌 | 成曉詩 | 鼎風大學大二學生       | 曾佩儀   |
| Gino   | 何瑞哲 | 阿哲，鼎風大學大三學生 | 黃啟昌   |
| 趙虹喬 | Rita   | 鼎風大學大三學生       | 鄭麗麗   |

### 其他角色

#### 成家
| 演員   | 角色     | 背景                             | 粵語配音 |
| 趙 舜  | 成 金    | 成曉詩的爺爺，微笑Pasta主廚。    | 林保全   |
| 檢 場  | 成 剛    | 成曉詩的父親，微笑Pasta老闆。    | 盧國權   |
| 王 琄  | 成林瑪麗 | 成曉詩的母親，成剛的老婆。       | 黃鳳英   |
| 胡康星 | 成 銘    | 成曉詩的哥哥，大型家電用品店員。 | 黄荣璋   |
| 宋智愛 | 黃千慧   | 成銘的老婆。                     | 林元春   |
| 吳震亞 | 雷 龍    | 成曉詩最忠實的愛慕者。           | 陳卓智   |

#### 何家
| 演員   | 角色   | 背景               | 粵語配音      |
| 沈孟生 | 何孟元 | 明星議長。         | 黃健強→黃子敬 |
| 鮑正芳 | 畢麗鈴 | 何孟元的老婆。     | 沈小蘭        |
| 顏嘉樂 | 玲 姐  | 受顧於何家的傭工。 |               |

#### 樂團
| 演員         | 角色        | 背景                    | 粵語配音 |
| 地下公社樂團 |             |                         |          |
|              | 蚊子        | 地下公社樂團的主唱      |          |
| 何官錠       | 官錠        | 地下公社樂團成員        |          |
| 黃冠龍       | 阿龍（Ben） | 地下公社樂團成員        |          |
| 胡惟智       | DDWHO       | 地下公社樂團成員        |          |
| Freedom樂團  |             |                         |          |
| 柳錫文       | 大熊        | Freedom樂團中的吉他手。 |          |
| 梆阿         | 小飛俠      | Freedom樂團的鼓手       |          |

#### 其他
| 演員   | 角色    | 背景                                     | 粵語配音 |
| 狄志杰 | Vincent | 何群經紀人。                             | 馮錦堂   |
| 賴薇如 | 筱 柔   | 阿哲為她寫了「北極星的眼淚」。           |          |
| 周子隽 | Peter   | 晓诗的前男友。                           | 黎景全   |
| 達倫   | 偉 仔   | 經常找何瑞哲麻煩，但每次都被何瑞哲打敗。 |          |
| 袁儷珊 | 羅夢瑤  | 曉詩的好姊妹。                           |          |
| 李唯楓 | 王子齊  | 羅夢瑤的男友。                           |          |
| 李玉琳 | 杏仁茶  | Rita跟班                                 | 何璐怡   |
| 徐可   | 亮 亮   | Rita跟班。                               | 張頌欣   |
| 葛蕾   | 曾賢淑  | 鼎風大學校務長。                         |          |

#### 客串
| 演員   | 角色   | 背景                     | 粵語配音 |
| 陳俊生 | CK梁   | 杂志后来的社長           |          |
| 曾安琪 | 时靖文 | 记者                     | 鄭麗麗   |
| 朱陸豪 | 方總編 |                          |          |
| 刘至翰 | 白總監 |                          |          |
| 潘仪君 | Betty  | 超幸福恋人主持人         | 黄玉娟   |
| 立威廉 | 夏天   | 与何群晓詩比赛超幸福恋人 |          |
| 陈意涵 | 田欣   | 夏天女友                 |          |
| 孟庭麗 | 老師   | 鼎風大學老師             |          |

## 收视率（台視）
首集收視率4.68，打破仔仔、朴恩惠主演的《Silence深情密碼》臺灣偶像劇首播收視率的紀錄。其中首集15歲至44歲收視5.41、分段最高收視為6.15，更同時打破《愛情魔髮師》15歲至44歲收視4.19的首播收視率紀錄。
| 播映日期   | 集數     | 標題                    | 收視率 | 排名 | 最高分段收視 | 備註                     |
| ---------- | -------- | ----------------------- | ------ | ---- | ------------ | ------------------------ |
| 2006/07/16 | 01       | 破除魔咒的爱恋九十年    | 4.68   | 1    | 5.37         |                          |
| 2006/07/23 | 02       | 融化冰山的微笑PASTA     | 3.71   | 1    | 4.80         |                          |
| 2006/07/30 | 03       | 冲向终点的金龟脱壳面    | 4.58   | 1    | 5.52         |                          |
| 2006/08/06 | 04       | 爱情发酵的微笑PASTA     | 4.61   | 1    | 5.67         |                          |
| 2006/08/13 | 05       | 情窦初开的加油PASTA     |        | 1    | 5.33         |                          |
| 2006/08/20 | 06       | 口是心非的99牛排        |        | 1    | 5.61         |                          |
| 2006/08/27 | 07       | 暴风雨前的天使之吻面    | 4.89   | 1    | 5.41         |                          |
| 2006/09/03 | 08       | 重新出发的朝阳PASTA     |        | 1    | 5.04         |                          |
| 2006/09/10 | 09       | 拨云见日的蝴蝶面拼图    |        | 1    | 5.49         |                          |
| 2006/09/17 | 10       | 破镜重圆的想念PASTA     |        | 1    | 4.87         |                          |
| 2006/09/24 | 11       | 制造误会的烧焦PASTA     |        | 1    | 5.38         |                          |
| 2006/10/01 | 12       | 乌龟力量大的爱情大告白  | 4.57   | 1    | 4.74         |                          |
| 2006/10/08 | 13       | 告白成功的乌龟力量大    | 4.07   | 1    |              |                          |
| 2006/10/15 | 14       | 赢得承诺的恋人PK赛      | 4.12   | 1    |              |                          |
| 2006/10/22 | 15       | 实现北极星的心愿        | 4.45   | 1    |              |                          |
| 2006/10/29 | 16       | 真情流露的同心协力面    | 4.69   | 1    | 5.35         |                          |
| 2006/11/05 | 17       | 永远摆脱魔咒的微笑PASTA | 2.53   | 1    | 3.02         | 120分鐘，延後至23:00播出 |
| 收視平均   | 收視平均 | 收視平均                |        | 1    |              |                          |

## 微笑Pasta原聲帶收錄歌曲
微笑Pasta 電視原聲帶 收錄了劇中出現的14首歌曲及配樂。

### 劇中歌曲
- 王心凌主唱
  - 彩虹的微笑（劇集主題曲）
  - 黃昏曉
  - I DO
- 張棟樑主唱
  - 北極星的眼淚（劇集片尾曲）
  - 小烏龜
  - 就微笑了
- 六甲樂隊主唱
  - 紀念
  - 零的領域
- 浩威
  - 迷宮

### 配樂
- 幸福快遞
- 黃昏曉
- 愛的勝利
- 北極星的眼淚

## Pasta超人
Pasta超人即義大利麵超人，外型酷似義大利麵。
在劇中，由曉詩親手製作，是一個陪伴娃娃。她之前送給了他男朋友Peter，但後來由於‘戀愛魔咒’的關係，Peter把它還給曉詩。在娃娃上面則寫著「不開心啊？打我囉，反正我會永遠陪伴你」。這個娃娃由於曉詩忘記帶回家，而落在何群手上，他似笑非笑地把娃娃打了一下後，丟在地上。最後，保姆玲姐把它撿了起来。
在劇集播映前會出現Pasta超人，並介紹該集的標題，還有在預告片播出前時出現。

### 精品
這個超人還帶來了商機，如Pasta超人娃娃、Pasta超人鑰匙圈、pasta MP3、pasta隨身碟等等...創造偶像劇週邊效益並且帶來無限商機。

### 軟件
一個小軟件叫「Pasta超人桌面寵物」,也因微笑Pasta的播放而推出了。
非常的可愛，是三立電視數位內容事業部網路室與入口網站蕃薯藤合作推出的免費軟體，目的為宣傳微笑PASTA，使用者安裝之後，將定時提醒使用者重要時刻的功能！

## 製作團隊
- 導演：沈怡&丁仰國
- 總監：陳玉珊
- 監製：王莉茗
- 製作人：沈怡&王儷惠
- 編劇：咖啡因&郭議鴻
- 製作公司：三立電視

## 批評
- 部份集數內容受到批評。批評者指其內含有暴力傾向，對青少年造成不良示範[7]。

## 緋聞

### 主角傳出戀情
主角張棟樑和王心凌被傳出緋聞，他們兩人出去吃飯被記者拍到。張棟樑還經常稱讚王心凌，而王心凌曾在部落格上表示：
|  | 跟棟樑的互動挺多，現在是愈來愈熟了，也很有話講；我們還會互相開玩笑、交換零食吃等等。 |

因此被傳為感情升溫的兩人，後來在微笑Pasta試片會上澄清兩人只是朋友關係。

### 北極星的眼淚
北極星的眼淚是劇中的片尾曲，在MV中請來了張棟樑、Gino和趙虹喬來拍攝。原本是情情詮釋兄弟情，結果他們入戲太深，拍得有點曖昧，被外界及觀眾誤以為是「斷背」劇情，後來張棟樑和Gino被獲邀到完全娛樂解釋事件及給予否認。

## 漫畫版
由於劇集內容新鮮容易吸引年輕族群，三立電視台與漫畫家俞家燕合作推出本作的漫畫版本，由青文出版社出版，共三冊，每本售價為140元新臺幣。

## 外部連結
- 臺視—微笑Pasta網站 （页面存档备份，存于）
- 三立都會台—微笑Pasta網站
- 我在159號（微笑Pasta Blog） （页面存档备份，存于）